# Marianne Holm
Marianne Karin Holm, född den 16 mars 1955, är svensk journalist. Holm är 2016 politisk redaktör för sexdagarstidningen Hallandsposten i Halmstad.
Marianne Holm har många år bakom sig på Hallandsposten innan hon 2010 blev ledarskribent och redaktör för tidningens ledarsida, bland annat har hon arbetat som kulturchef och redaktionschef på tidningen och mellan 2008 och 2009 var hon tillförordnad chefredaktör. .